# نوپسرها هینتزی
نوپسرها هینتزی یک گونه سوسک از خانوادهٔ سوسک‌های شاخک‌دراز است. پروفسور پر اولوف کریستوفر آوریویلیوس در سال ۱۹۲۳ این گونه را توصیف و بررسی کرد. این گونه در کشورهای اوگاندا، کنگو، رواندا و کنیا یافت شده است.

## انواع
- Nupserha hintzi var. nigritarsis Breuning, 1955
- Nupserha hintzi var. flavotibialis Breuning, 1958
- Nupserha hintzi var. atritarsis Breuning, 1950
- Nupserha hintzi var. tuberculatithorax Breuning, 1958